# Roadhouse
Der Begriff Roadhouse („Straßenhaus“) ist in englischsprachigen Ländern für Raststätten verbreitet. Je nach Land haben sich verschiedene Formen dieser Raststätten bzw. Rasthäuser historisch und aufgrund regionaler Bedingungen unterschiedlich herausgebildet. In weitesten Sinne handelt es sich um Raststätten, die heutzutage mit bundesdeutschen Autobahnraststätten zu vergleichen sind, obwohl es in den unten genannten Ländern hierzu durchaus erhebliche Unterschiede gibt.

## Australien

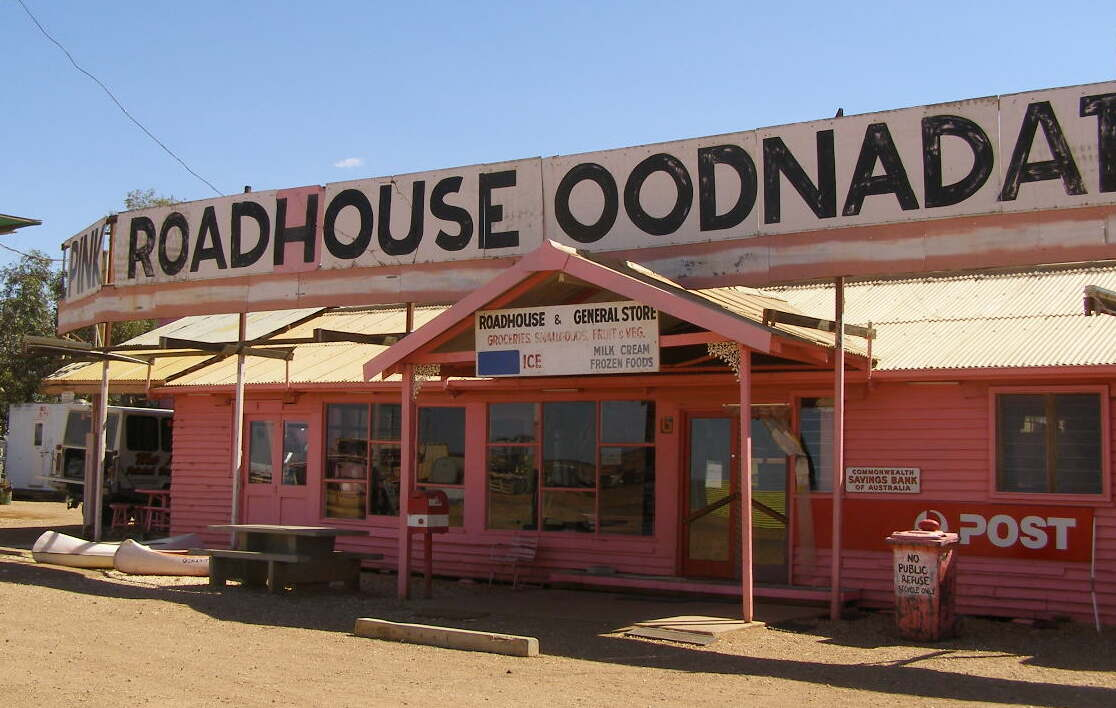
Das Pink Roadhouse, Oodnadatta Roadhouse, im Outback von Südaustralien

Ein Roadhouse in Australien ist im weitesten Sinne eine Raststätte, die eine Tankstelle und Fahrzeugreparaturwerkstatt mit angeschlossenem Restaurant bzw. Café umfasst. Oft befindet sich in einem Roadhouse auch eine Poststation. Diese Roadhouses haben sich an Highways zwischen den Städten für den Transitverkehr von Lastkraftwagen, Bussen und Automobilen niedergelassen. In den Restaurants oder Cafés wird warmes Essen für die Reisenden angeboten und sie bieten aufgrund der fehlenden Infrastruktur in wenig bewohnten Gebieten häufig Übernachtungsmöglichkeiten in angeschlossenen Motels oder auf Campingplätzen an.

## USA und Kanada
In den USA und in Kanada ist ein roadhouse bzw. road house eine Gaststätte oder Restaurant, in dem (vor allem abends) Essen serviert wird. Meist haben diese Bewirtungsstätten auch eine Bar und bieten Musik und Tanz bzw. auch Möglichkeiten für Gewinnspiele an. Die meisten Häuser liegen wie in Australien entlang der Highways außerhalb der Städte. Früher boten die Roadhouses auch Übernachtungsmöglichkeiten an, dies ist heutzutage immer weniger der Fall.

## Alaska und Yukon

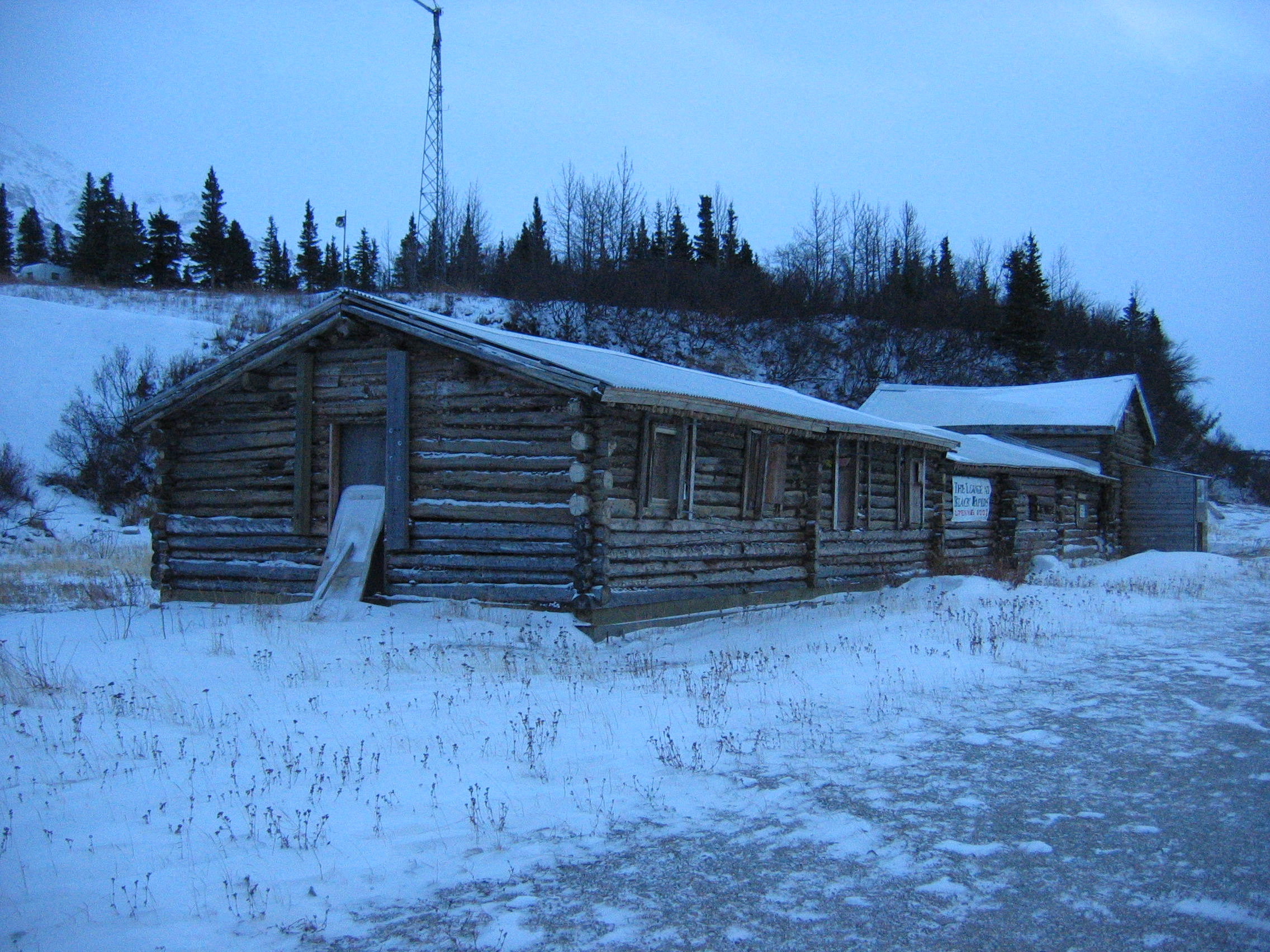
Black Rapids Roadhouse in Alaska von 1902

In Alaska und am Yukon River wurden Roadhouses seit 1890 als Stationen für Schlittenhunde, Pferde, Schneeschuh- und Skiläufer sowie Wanderer, die eine Bleibe für warmes Essen und Übernachtung suchten. Am Klondike Highway sind einige dieser historischen Roadhouses erhalten geblieben (siehe auch: Robinson Roadhouse.). Heutzutage sind die Roadhouses von Alaska mit denen in den übrigen Gebieten der USA und Kanadas zu vergleichen.

## Kultur: Lieder und Filme
Die Roadhouses wurden in zahlreichen Lieder besungen, wie beispielsweise von der Rockgruppe The Doors im Jahre 1969 im Roadhouse Blues oder in der Single Lone Star Roadhouse von Mick Taylor aus dem Jahr 1990. Ferner kommen Roadhouses in vielen angloamerikanischen Filmen wie beispielsweise in Der Wilde mit Marlon Brando und in Easy Rider mit Peter Fonda und Dennis Hopper vor.
Mehrere Spielfilme haben einen Bezug zu Roadhouses, so Road House (deutsch Nachtclub-Lilly) mit Richard Widmark von 1948, Road House mit Patrick Swayze von 1989 und dessen Fortsetzung Road House 2 von 2006 sowie ein Remake von 2024. Des Weiteren gibt es den Actionfilm Roadhouse 66 von 1984 mit Willem Dafoe.
In den USA gibt eine Roadhouse Band.
Viele der Roadhouses liegen durchaus an landschaftlich reizvollen Abschnitten an Straßen der jeweiligen Länder.

## Weblink
- Historische Abbildung des Camp Comfort Roadhouse in Valdes in Alaska